# 아리아만
아리아만(산스크리트어: अर्यमन्‌ 아리야만)은 초기 베다 힌두 신들 중 하나이다. 그의 이름은 "생명의 동반자", "친한 친구", "동반자", "동반자"를 의미한다. 그는 아디트야들의 부모인 카샤파와 아디티의 셋째 아들이며, 아침의 태양 원반으로 묘사된다. 그는 관습의 신이며, 다양한 베다 부족과 사람들을 지배하는 관습들을 지배한다.
리그베다에서 아리아만은 암말과 종마의 보호자로 묘사되고, 은하수(아리암나흐 판타흐)가 그의 길이라고 말한다. 아리아만은 흔히 미트라-바루나, 바가, 브리하스파티, 그리고 다른 아디트야와 아수라들과 함께 호출된다.
그리피스에 따르면, 리그베다는 또한 아리아만이 미트라, 바루나와 함께 최고의 신이라는 것을 암시한다. 리그베다에 따르면, 전통적으로 리그베다에서 가장 중요한 신으로 여겨지는 인드라는 아리야만으로부터 붕대와 선물을 얻도록 요청받는다. 힌두교의 결혼 선서는 아리야만이 그 행사의 증인이 되도록 초대하는 것과 함께 행해진다. 아리아만은 또한 환대의 관습의 신이다.

## 같이 보기
- 아이리야만